# 天主教帕图斯迪米纳斯教区

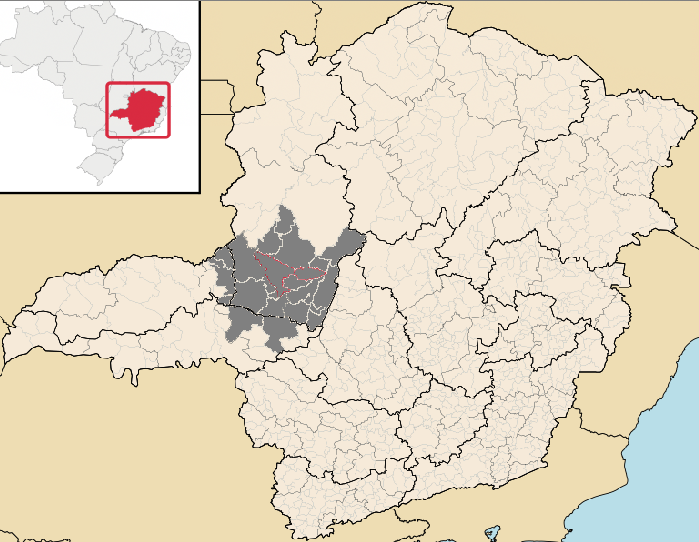
天主教帕图斯迪米纳斯教区

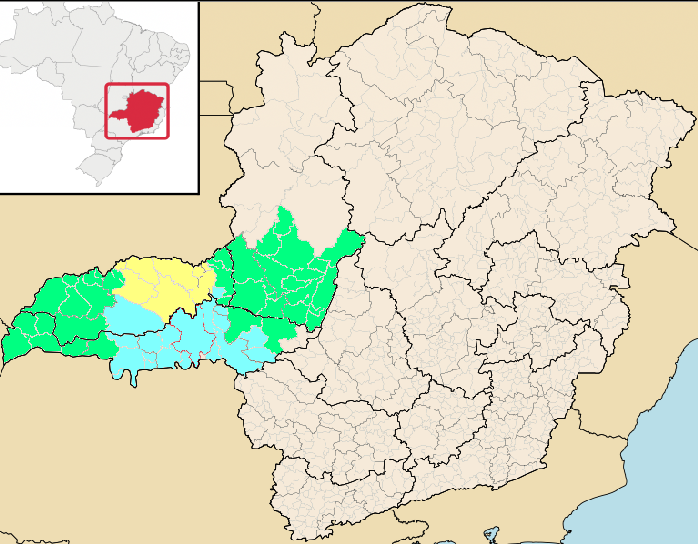
Ecclesiastical Province of Uberaba.

Regional CNBB Leste 2.

天主教帕圖斯迪米納斯教區（拉丁語：Dioecesis Patensis），是巴西一個天主教教區，位於米納斯吉拉斯州西部。屬烏貝拉巴總教區。
教區成立於1955年4月5日。2004年有教友393,735人，佔總人口73.9%。有卅六個堂區、司鐸六十四人。現任教區主教為克勞迪奧·諾里·施圖爾姆。